# 페어리 (영화)
페어리(La Fée)는 2011년 공개된 드라마 영화이다.

## 줄거리
프랑스의 항구 도시 ‘르 아브르’의 작은 호텔 야간 당직으로 일하고 있는 돔. 비 내리는 어느 날 밤, 호텔을 지키며 혼자만의 저녁 식사를 준비하고 있던 돔 앞에 누추한 행색이 수상쩍어 보이는 여자가 찾아온다. 여행객이 대부분인 호텔에 짐도 없이 맨발로 나타난 그 여자는 심지어 본인이 요정이라고 말하며 소원을 들어주겠다는 제안을 해온다. 피오나라는 이름의 여자에게 당최 믿음이 가지 않는 돔은 방을 하나 내준다. 그러던 중 돔은 샌드위치를 먹다 사레가 들려 숨을 쉬지 못하게 되고, 피오나 덕분에 간신히 목숨을 건진다. 피오나는 자신이 요정임을 증명하기 위해 돔의 두 가지 소원을 들어주는데….
이후 피오나와 돔은 데이트를 통해 서로의 마음을 확인하고 환상적인 하루를 보내지만 행복했던 것은 잠시, 다음 날 피오나가 사라져 버리고 만다. 피오나를 찾아 헤매던 돔은 그녀가 정신 병원에 강제 입원되어 있다는 것을 알게 되고, 환자 가족으로 위장해 병원에 잠입 피오나를 몰래 빼내오는데 성공한다. 그들은 호텔 옥상에서 다시금 행복한 여유를 즐기고, 피오나는 돔의 아이를 낳는다.
한편, 돔이 일하던 호텔에 투숙 중이었던 한 영국인이 잃어버린 자신의 개를 찾아준 밀입국자들에 대한 답례로 그들이 영국행 페리에 오를 수 있도록 도와주기로 하면서 돔과 피오나는 불법체류자들을 조사 중이던 경찰에게 브로커로 의심을 사게 되고, 그들은 잡히지 않기 위해 도망 길에 오른다. 과연 돔은 그녀와 함께 행복을 쟁취할 수 있을까?!

## 캐스팅
- 도미니크 아벨 : 돔 역
- 피오나 고든 : 피오나 역
- 필리페 마르츠 : 존 역
- 브루노 로미